# ポンテイ
ポンテイ（フランス語: Pontey）は、イタリア共和国ヴァッレ・ダオスタ州にある、人口約800人の基礎自治体（コムーネ）。

## 地理

### 位置・広がり

#### 隣接コムーネ
隣接するコムーネは以下の通り。
- シャンバーヴ
- シャンデプラ
- シャティヨン
- サン＝ドニ

## 行政

### 分離集落
ポンテイには、以下の分離集落（フラツィオーネ）がある。
- Clapey, Cloutraz (Quiótra), Crétaz, Cretaz-Boson, Épiney, Bosayes (La Bóvàye), Lassolaz (La Sóla - chef-lieu), Lesin (Lizén), Prélaz (Préla), Prolex, Semont (Semón), Torin (Tòén), Chesanouva (Tséza Noua), Vallerod (Valïoù), Dzerbio, Mesaney.